# Montigny-lès-Cormeilles
Montigny-lès-Cormeilles ist eine französische Gemeinde mit 22.390 Einwohnern (Stand 1. Januar 2022) im Département Val-d’Oise in der Region Île-de-France. Sie liegt in der nordwestlichen Banlieue von Paris. Die Stadt gehört administrativ zum Arrondissement Argenteuil und ist Teil des Kantons Herblay-sur-Seine.

## Geografie
Montigny-lès-Cormeilles liegt etwa 19 km nordwestlich von Paris.
Die Nachbargemeinden sind: Beauchamp im Norden, Franconville im Nordosten, Sannois im Osten, Cormeilles-en-Parisis im Süden, La Frette-sur-Seine im Südwesten, Herblay-sur-Seine im Westen und Pierrelaye im Nordwesten.

## Bevölkerungsentwicklung
| Montigny-lès-Cormeilles: Einwohnerzahlen von 1793 bis 2016                                                                 | Montigny-lès-Cormeilles: Einwohnerzahlen von 1793 bis 2016 | Montigny-lès-Cormeilles: Einwohnerzahlen von 1793 bis 2016 | Montigny-lès-Cormeilles: Einwohnerzahlen von 1793 bis 2016 | Montigny-lès-Cormeilles: Einwohnerzahlen von 1793 bis 2016 |
| --- | ---------------------------------------------------------- | ---------------------------------------------------------- | ---------------------------------------------------------- | ---------------------------------------------------------- |
| Jahr |                                                            |                                                            |                                                            | Einwohner                                                  |
| 1793 | 1793                                                       |                                                            | 280                                                        | 280                                                        |
| 1800 | 1800                                                       |                                                            | 369                                                        | 369                                                        |
| 1806 | 1806                                                       |                                                            | 347                                                        | 347                                                        |
| 1821 | 1821                                                       |                                                            | 376                                                        | 376                                                        |
| 1831 | 1831                                                       |                                                            | 464                                                        | 464                                                        |
| 1836 | 1836                                                       |                                                            | 581                                                        | 581                                                        |
| 1841 | 1841                                                       |                                                            | 472                                                        | 472                                                        |
| 1846 | 1846                                                       |                                                            | 487                                                        | 487                                                        |
| 1851 | 1851                                                       |                                                            | 538                                                        | 538                                                        |
| 1856 | 1856                                                       |                                                            | 505                                                        | 505                                                        |
| 1861 | 1861                                                       |                                                            | 526                                                        | 526                                                        |
| 1866 | 1866                                                       |                                                            | 581                                                        | 581                                                        |
| 1872 | 1872                                                       |                                                            | 577                                                        | 577                                                        |
| 1876 | 1876                                                       |                                                            | 682                                                        | 682                                                        |
| 1881 | 1881                                                       |                                                            | 781                                                        | 781                                                        |
| 1886 | 1886                                                       |                                                            | 806                                                        | 806                                                        |
| 1891 | 1891                                                       |                                                            | 705                                                        | 705                                                        |
| 1896 | 1896                                                       |                                                            | 811                                                        | 811                                                        |
| 1901 | 1901                                                       |                                                            | 791                                                        | 791                                                        |
| 1906 | 1906                                                       |                                                            | 858                                                        | 858                                                        |
| 1911 | 1911                                                       |                                                            | 1.059                                                      | 1.059                                                      |
| 1921 | 1921                                                       |                                                            | 1.456                                                      | 1.456                                                      |
| 1926 | 1926                                                       |                                                            | 2.201                                                      | 2.201                                                      |
| 1931 | 1931                                                       |                                                            | 2.852                                                      | 2.852                                                      |
| 1936 | 1936                                                       |                                                            | 3.180                                                      | 3.180                                                      |
| 1946 | 1946                                                       |                                                            | 3.166                                                      | 3.166                                                      |
| 1954 | 1954                                                       |                                                            | 4.158                                                      | 4.158                                                      |
| 1962 | 1962                                                       |                                                            | 5.555                                                      | 5.555                                                      |
| 1968 | 1968                                                       |                                                            | 7.022                                                      | 7.022                                                      |
| 1975 | 1975                                                       |                                                            | 8.288                                                      | 8.288                                                      |
| 1982 | 1982                                                       |                                                            | 13.644                                                     | 13.644                                                     |
| 1990 | 1990                                                       |                                                            | 17.012                                                     | 17.012                                                     |
| 1999 | 1999                                                       |                                                            | 17.183                                                     | 17.183                                                     |
| 2006 | 2006                                                       |                                                            | 18.935                                                     | 18.935                                                     |
| 2011 | 2011                                                       |                                                            | 19.442                                                     | 19.442                                                     |
| 2016 | 2016                                                       |                                                            | 20.927                                                     | 20.927                                                     |
| Quelle(n): EHESS/Cassini bis 1999, INSEE ab 2006 Anmerkung(en): Ab 1962 offizielle Zahlen ohne Einwohner mit Zweitwohnsitz |                                                            |                                                            |                                                            |                                                            |

Bis zum Beginn des 20. Jahrhunderts war Montigny-lès-Cormeilles ein kleines Dorf, dessen Einwohnerzahl zwischen 280 (im Jahre 1793) und 791 (im Jahre 1901) schwankte.

## Geschichte
Durch Ausgrabungen wurde eine gallo-römische Siedlung nachgewiesen.
Karl der Große stiftete hier die Abtei Saint-Denis, aus deren Kern dann auch die Siedlung Montigny entstand.

## Sehenswürdigkeiten
- Kirche Saint-Martin aus dem Jahre 1710
- Manoir Plisson
- Maison du Coq Hardi

## Persönlichkeiten
- Auguste Galimard (1813–1880), Maler und Lithograf